# Ratnabhadra
Ratnabhadra, aussi appelé Rinchen Zangpo (tibétain : རིན་ཆེན་བཟང་པོ་, Wylie : rin chen bzang po) (XIVe siècle-XVe siècle).
Ratnabhadra est né dans la province de Soksam au XIVe siècle. Il est considéré comme une émanation de Taï Sitou Rinpoché. Il fut ordonné moine à un jeune âge. Il a reçu une formation plus élevée dans la philosophie bouddhiste, la logique, et des instructions de nombreux maîtres de cette époque à l'université de Palden Sangphu. Il devint l'un des plus célèbres érudits et maîtres de méditation du XVe siècle.
Ratnabhadra a alors rendu visite aux grands établissements monastiques au Tibet, s'engageant dans la discussion et la discussion sur les quatre matières principales du Madhyamaka, de la Prajnaparamita, du Vinaya, et de l’Abhidhamma. Il est devenu l'un des plus grands disciples des sutras et des tantras et fut appelé ainsi Rigpe Raltri (épée de la philosophie et de la logique). 
Le 5e Karmapa, Deshin Shekpa, lui donna l'extrême instruction sur le sens ultime des enseignements kagyüpa. Ainsi, il atteignit la réalisation complète.
Il devint le détenteur suivant de la lignée et le maître spirituel du 6e Karmapa, Thongwa Dönden.